# Opisthoxia haemon
Opisthoxia haemon är en fjärilsart som beskrevs av Druce 1900. Opisthoxia haemon ingår i släktet Opisthoxia och familjen mätare. Inga underarter finns listade i Catalogue of Life.